# Sunflower Seed
 (avril 2016).
Pour plus de détails, voir Fiche technique et Distribution.
Sunflower Seed est un court métrage belge réalisé par Pascal Adant et sorti en 2013.

## Synopsis
Juin 1880. Depuis deux ans, Vincent Van Gogh (Gaëtan Wenders) partage le quotidien difficile des mineurs du Borinage. Il s'exerce au dessin mais plonge un peu plus chaque jour dans la déprime. Après avoir rendu visite à son amie Laplèbe (Françoise Oriane), il réalise que, contrairement aux pontifes qui l'ont excommunié, la foule, elle, le plébiscite. Une graine de tournesol qu'il a semée par hasard se met à germer, et sa vocation de peintre devient pour lui une évidence.

## Fiche technique
- Titre : Sunflower Seed
- Réalisation : Pascal Adant
- Scénario : Pascal Adant
- Production : Olivier Rausin
- Musique originale : Pascal Adant
- Photographie : Vincent "Max" Fauvelle
- Montage : Pascal Adant
- Décors : Julien Dubourg
- Costumes : Marie Davin
- Lieux de tournage : Ecomusée de Bois-du-Luc
- Durée : 18 minutes
- Pays :  Belgique
- Langue : français, borain
- Format : Noir et blanc, Couleur

## Distribution
- Gaëtan Wenders : Vincent Van Gogh
- Fabrice Boutique : Louis
- Françoise Oriane : La mère Laplèbe
- Chloé Petit : la fermière
- Lisa Debauche : La jeune femme dans la mine
- Simon André : Le vieux fermier

## Autour du film
Le film a la particularité de mélanger l'animation et la prise de vue réelle. Le point de vue de Van Gogh est plusieurs fois en dessin animé, tout comme le tournesol qui apparaît à la fin.